# Comisión Jenkins
La Comisión Jenkins es el nombre utilizado para hacer referencia a la Comisión Europea presidida por Roy Jenkins desde el 6 de enero de 1977 hasta el 6 de enero de 1981. Su antecesora fue la Comisión Ortoli y su predecesora sería la Comisión Thorn.
A pesar del estancamiento en el crecimiento económico y al aumento de precios de la energía, la comisión Jenkins supervisó el desarrollo de la Unión Económica y Monetaria de la Unión Europea a partir de 1977, y en 1979 se consituitía el Sistema Monetario Europeo, antecesor de lo que más tarde sería la Unión Monetaria con el euro.
El presidente Roy Jenkins sería el primer presidente de la Comisión Europea en asistir a una reunión del G8 en representación de la Comunidad Europea.

## Colegio de comisarios (1977-1981)
| Partidos Políticos Europeos |
| --- |
| Centroderecha Democracia cristiana (PPE) Centroizquierda socialdemócrata (PSE) Centro liberal (ALDE) Derecha Conservadurismo (ACRE) |

| Cartera                                                                     | Jenkins I | Jenkins I                                                                           | Jenkins I |
| --------------------------------------------------------------------------- | --------- | ----------------------------------------------------------------------------------- | --------- |
| Presidente de la Comisión Europea                                           |           | Roy Jenkins Reino Unido (PL) 6 de ene. de 1977 - 6 de ene. de 1981                  |           |
| Vicepresidente y Comisario de Relaciones Exteriores                         |           | Wilhelm Haferkamp Alemania (SPD) 6 de ene. de 1977 - 6 de ene. de 1981              |           |
| Vicepresidente y Comisario de Empleo y Asuntos Sociales                     |           | Pierre Lardinois Países Bajos (KVP) 5 de ene. de 1977 - 6 de ene. de 1981           |           |
| Vicepresidente y Comisario de Agricultura y Pesca                           |           | Finn Olav Gundelach Dinamarca (Independiente) 6 de ene. de 1977 - 6 de ene. de 1981 |           |
| Vicepresidente y Comisario de Economía y Finanzas                           |           | François-Xavier Ortoli Francia (UDR) 6 de ene. de 1977 - 6 de ene. de 1981          |           |
| Vicepresidente y Comisario de Ampliación, Medioambiente y Seguridad Nuclear |           | Lorenzo Natali Italia (DC) 6 de ene. de 1977 - 6 de ene. de 1981                    |           |
| Comisario de Impuestos, Asuntos Aduaneros y Transportes                     |           | Richard Burke Irlanda (FG) 6 de ene. de 1977 - 6 de ene. de 1981                    |           |
| Comisario de Energía, Investigación y Ciencia                               |           | Guido Brunner Alemania Occidental (FDP) 6 de ene. de 1977 - 6 de ene. de 1981       |           |
| Comisario de Competencia                                                    |           | Raymond Vouel Luxemburgo (LSAP) 6 de ene. de 1977 - 6 de ene. de 1981               |           |
| Comisario de Mercado Interno, Unión Aduanera y Asuntos Industriales         |           | Étienne Davignon Bélgica (Independiente) 6 de ene. de 1977 - 6 de ene. de 1981      |           |
| Comisario de Competencia                                                    |           | Albert Borschette Luxemburgo (Independiente) 6 de ene. de 1977 - 6 de ene. de 1981  |           |
| Comisario de Política Regional                                              |           | Antonio Giolitti Italia (PSI) 6 de ene. de 1977 - 6 de ene. de 1981                 |           |
| Comisario de Desarrollo                                                     |           | Claude Cheysson Francia (PS) 6 de ene. de 1977 - 6 de ene. de 1981                  |           |
| Comisario de Presupuesto, Control Financiero e Instituciones Financieras    |           | Christopher Tugendhat Reino Unido (PCU) 6 de ene. de 1977 - 6 de ene. de 1981       |           |

## Sucesión
| Predecesor: Comisión Ortoli | Comisión Europea 1977 - 1981 | Sucesor: Comisión Thorn |